# نينجا غايدن
نينجا غايدن أو محاربو الظل أو نينجا ريوكندن (بالإنجليزية: Ninja Gaiden)‏، حيث تتبع التسمية بلد الإصدار. وهي سلسلة ألعاب حركة تتمحور حول شخصية رئيسية هي مقاتل نينجا يدعى ريو هايابوسا. بدأت كلعبة ثنائية الأبعاد (2D) ثم تطورت بعد ذلك إلى نظام ثلاثي الأبعاد (3D). أولى إصدارت اللعبة كانت في اليابان عام (1988 مـ) من قبل شركة تيكمو على جهاز نينتندو (بالإنجليزية: Nintendo)‏ حيث حظيت بشهرة واسعة. ألحقت بعد ذلك بإصدارات على أجهزة أخرى مثل سيجا (بالإنجليزية:  Sega)‏، نظام لينوكس ودوس.

## التسمية والحبكة
اسم نينجا غايدن ظهر فقط في الإصدارات الموجهة لأمريكا الشمالية حيث أن كلمة غايدن مأخوذة من اللغة اليابانية وتعني أقصوصة، واشتهرت اللعبة بهذا الاسم بعد ذلك في جميع أنحاء العالم. أما في اليابان فقد نشرت باسم نينجا ريونكندن.
الحبكة
تتحدث اللعبة في أول إصدار ثنائي الأبعاد عن مقاتل نينجا اسمه ريو هايابوسا، يسافر إلى أميركا للبحث عن قاتل والده، حيث يعثر على قاتل والده بمساعدة من صديق والده.
أما في الاصدارت اللاحقة، فالحبكة عبارة عن الصراع بين الخير الذي يمثله ريو وأصدقاؤه والشر الذي يمثله عدة أشخاص مثل عشتار.
الاسم ريو يرافق النينجا في جميع الإصدار حيث تأخذ اللعبة نمط مغامرات الحركة (بالإنجليزية: Action-Adventure)‏.

## الأسلحة
يستخدم اللعب الرئيسي عدة أنواع من الأسلح منها:

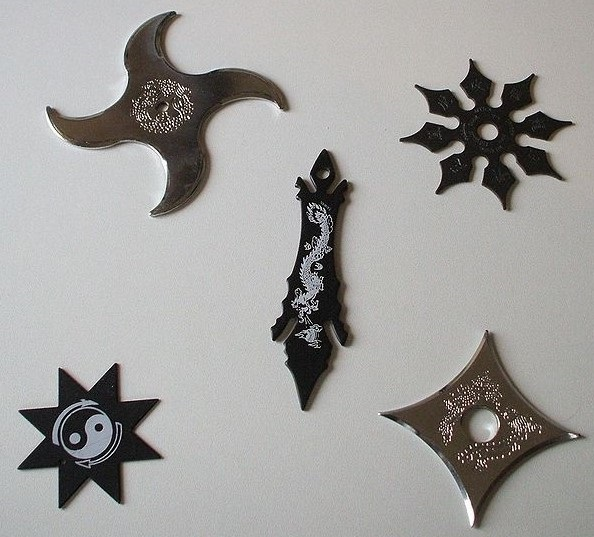
نجمة النينجا

- اليدين
- الرجلين
- السيف
- نجمة النينجا الشهيرة (بالإنجليزية: shuriken)‏
- الأسحار

## الاصدارات الرئيسية
- نينجا غايدن، (بالإنجليزية: Ninja Gaiden)‏
- نينجا غايدن الظل، (بالإنجليزية: Ninja Gaiden: Shadow)‏
- نينجا غايدن سيف الخراب المظلم، (بالإنجليزية: Ninja Gaiden II: The Dark Sword of Chaos)‏
- نينجا غايدن سفينة الدمار الأثرية، (بالإنجليزية: Ninja Gaiden III: The Ancient Ship of Doom)‏
- نينجا غايدن الثلاثية، (بالإنجليزية: Ninja Gaiden Trilogy)‏ نسخة تشمل الأجزاء الثلاثة الأولى.
- نينجا غايدن الأسود، (بالإنجليزية: Ninja Gaiden Black)‏
- نينجا غايدن سيغما، (بالإنجليزية: Ninja Gaiden Sigma)‏
- نينجا غايدن سيف التنين، (بالإنجليزية: Ninja Gaiden: Dragon Sword)‏

نينجا على نظام دوس

- نينجا غايدن اثنان، (بالإنجليزية: Ninja Gaiden II)‏
- نينجا غايدن 3 (لعبة فيديو 2012)

## الجوائز
- لعبة الصالات الأمريكية للعام 1990[1]